# Microregiunea Bélapátfalva
Microregiunea Bélapátfalva (în maghiară Bélapátfalvai kistérség) a fost o microregiune statistică (kistérség) din județul Heves, Ungaria.
Cu o populație de 12.008 locuitori și o suprafață de 260,06 km2, aceasta a existat până în 2014, când în Ungaria, microregiunile ”kistérségek” au fost înlocuite de districte (járások).